# تعليم قانوني

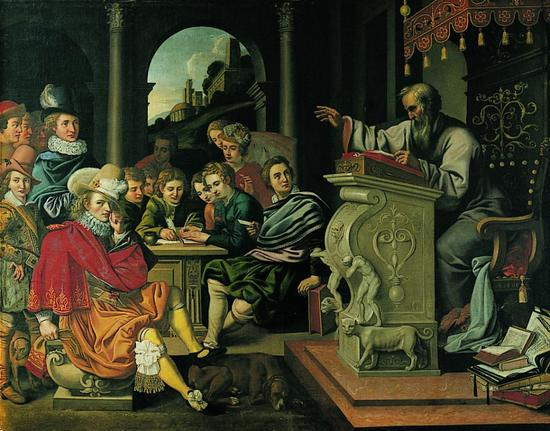

التعليم القانوني إلى جانب المؤهلات المطلوبة لتكون محام نشيط، يشمل التعليم القانوني أيضاً درجات اعلى مثل الدكتوراه لدراسة اكاديمية أكثر تقدما.
ويعد القانون في عديد من البلدان غير الولايات المتحدة الأمريكية درجة جامعية والمتخرجون من هذا البرنامج مؤهلون للمحاماة باجتياز اختبار القدرات. وفي هذه البلدان تسمح برامج التخرج في المحاماة للطلاب بالشروع في المهن الاكاديمية أو في التخصص في مجال معين في المحاماة.
ففي الولايات المتحدة يعتبر القانون درجة دكتوراه مهنية تسمى بالدكتوراه في القانون. ويشرع الطلاب في دراستهم القانونية وذلك بعد انهاء الجامعة في بعض المجالات (عادة ماتكون درجة البكالوريوس). فمن الممكن أن تكون الدرجة الجامعية في أي مجال، بالرغم من أن العديد من المحامين الأمريكيين يحملون درجة البكالوريوس في العلوم الإنسانية والاجتماعية، فالدراسة القانونية في المرحلة الجامعية متاحة في القليل من المعاهد. وعادة ما تكون مدارس القانون الأمريكية كيانا مستقلا ضمن جامعات أكبر.
كلية القانون هو اسم اخر ل law school أو school of law ، وهذا المصطلحات شائعة في الولايات المتحدة الأمريكية. ويستخدم هذا المصطلح في كندا وبلاد الكومنولث وبقية دول العالم. وقد يكون مختلفا عن مدارس القانون حيث ان الكلية هي قسم من الجامعة وتكون في نفس مرتبة الكليات الأخرى مثل كلية الطب، وكلية الدراسات العليا، بينما كليات القانون law school أو school of law لها وضع مستقل داخل الجامعة أو تكون مستقلة تماما عن أي معهد تعليمي لما بعد الثانوية.
بالإضافة إلى ان المرحلة الأخيرة في التعليم القانوني المهني الذي يتطلب مؤهلا لممارسة القانون في بعض الدول مثل ألمانيا والمملكة المتحدة وكندا وبعض ولايات أستراليا تمارس خارج نظام الجامعة. وسنشرح في هذا المقال متطلبات التأهيل كمحام في المحاكم العليا أو كاتب عدل.
أستراليا:
قائمة كليات الحقوق في أستراليا
معظم جامعات القانون في أستراليا توفر القانون باعتباره درجة جامعية (بكالوريس الحقوق، 4 سنوات)، أودرجة ثنائية الابعاد (على سبيل المثال، بكالوريوس في العلوم / بكالوريوس في الحقوق، أو بكالوريوس في التجارة / بكالوريوس في الحقوق، أو بكالوريوس في الاداب / بكالوريوس في الحقوق، أو بكالوريوس في التربية / بكالوريوس في القانون، من 5-6 سنوات. وبعضها أيضا يقدم درجة الدراسات العليا (الدكتوراه في القانون) لمدة ثلاث سنوات (JD)، فجامعة بوند في ولاية كوينزلاند تدير ثلاثة فصول دراسية كاملة سنويا، ويبدأ التدريس في الفترة من منتصف يناير/ كانون الثاني إلى أواخر ديسمبر/ كانون الأول. وهذا يتيح لكلية القانون في جامعة بوند لتقديم بكالوريوس في الحقوق في الفصول الدراسية الثمانية المعتاد عليها، ولكن فقط لسنتين وثلثي السنة. كما أنها توفر الدكتوراه في الحقوق خلال عامين. وسوف تقدم جامعة التكنولوجيا في ولاية سيدني درجة الدكتوراه المسرعة في الحقوق لمدة سنتين اعتبارا من عام 2010 .
و في عام 2008، قدمت جامعة ملبورن عرض نموذج ملبورن حيث يتاح القانون باعتباره شهادة عليا فقط للطلاب الذين عليهم إكمال درجة البكالوريوس لمدة ثلاث سنوات (عادة على درجة الاداب) قبل أن يصبحوا مؤهلين.. وسيقضي الطلاب في الدرجة الثنائية الابعاد الثلاث سنوات الأولى باكمال أول درجة البكالوريوس معا مع بعض المواد الأولية القانون، ومن ثم قضاء السنوات الاخيرة 2-3 سنوات في انهاء درجة الدكتوراه في القانون. أو بدلا من ذلك، يمكن للطالب أن ينهي درجة البكالوريوس في أي تخصص، ولا بد ان تكون النتائج الأكاديمية عالية، ومن ثم يمكنه التقديم للدراسات العليا في درجة البكالوريوس في القانون لمدة 3 سنوات. وتشمل كليات الحقوق الأسترالية تلك التي في جامعة نيو انغلاند، والجامعة الوطنية الأسترالية، وجامعة لا تروب، وجامعة فلندرز، وجامعة بوند، وماكواري، وموناش، وديكين، ونيو ساوث ويلز، وجامعة تسمانيا، وأديلايد، وجامعة فيكتوريا، وسيدني، وملبورن، وجامعة كوينزلاند للتكنولوجيا، وجامعة كوينزلاند، وجامعة غرب أستراليا، وجامعة كانبيرا.
فرنسا
القانون في فرنسا هو دراسة القانون في الكليات التي تكون قسم ضمن جامعات أكبر. ويبدأ التعليم القانوني بعد دراسة الثانوية مباشرة (ولايوجد هناك كليات فرنسية مستقلة للقانون)، فكليات القانون الفرنسية مدموجة مع الجامعات العامة، وكذلك مع المعاهد العامة. ونتيجة لذلك يلزم الكليات القانونية قبول أي طالب يحمل البكالوريا (شهادة ثانوية). ومع ذلك فإن درجة الرسوب مرتفعة جدا (فوق 70%) خلال أول سنتين من القبول في القانون. ولايوجد هناك تفاوت واسع في جودة كليات القانون الفرنسية، فالعديد من الكليات تركز على منطقتهم أو مدينتهم الخاصة.
كليات القانون
وتتقسم برامج كليات القانون اعتمادا على المعايير الأوروبية للدراسات الجامعية (Bologna process):
•	فبداية القبول في برامج القانون (Licence de droit): ثم فترة دراسة ثلاث سنوات
•	ثم درجة الماجستير في برامج القانون (Master de droit): دراسة فترة سنتين.
•	ثم درجة الدكتوراه في القانون (Doctorat en droit): فترة دراسة ثلاث سنوات (وعادة ماتكون أكثر).
أول سنة من برنامج الماجستير (1M) هو التخصص في: القانون العام، القانون الخاص، القانون الإداري، القانوني العالمي والأوروبي وما إلى ذلك.
و السنة الثانية من برنامج الماجستير في القانون (M2) تكون موجهة على العمل أو البحوث (يكتب الطلاب اطروحة الماجستير ثم يشرعون في برامج الدكتوراه مثل درجة الدكتوراه في القانون).
و تكون السنة الثانية تنافسية (يعتمد دخولها على درجات الطالب والنتيجة العامة والأنشطة اللامنهجية) وبشكل عام تكون في التخصصات (قانون الملكية الفكرية، قانون العقود، الحريات المدنية، ونحوها).
القبول في التخصص:
على ى الطلاب ان يجتازوا امتحانات معينة لدخول كلية القانون (CRFPA, école du barreau). وكذلك يجب ان ينهوا السنة الأولى من دراسة ماجستير القانون بنجاح (M1 or maitrise de droit) ليتمكنوا من الحضور.
وإذا تم نجاحهم، فبعد ثمانية أشهر (الكلية، الجوانب العملية، الاخلاق، التدريب) فانهم سيأخذوا اختبار CAPA ودرجة الدبلوم (Certificat d'Aptitude à la Profession d'Avocat). وكذلك فإن الطلاب النجاحين يؤدوا اليمين من اجل ممارسة مهنة المحاماة.
اليابان
فتحت وزارة العدل اليابانية جامعة طوكيو كلية القانون في عام 1877 (تغيرت إلى جامعة الامبراطورية في عام 1886). وللتسجيل في جامعة طوكيو على الطلاب ان ينهوا عشرة إلى خمسة عشر عاما من التعليم الإلزامي حيث كان يقبل نخبة صغيرة فقط في هذا المجال. كما قدم برنامج القانون خريجون يمكن الاعتماد عليهم لملء المناصب الادارية الحكومية والمعروفون أيضا باسم موظفي الخدمة المدنية (koto bunkan) للقيام بعملهم كقضاه ومدعين عاميين.
فتحت كليات القانون الخاصة حوالي عام 1880 . مما افقد تمويل الحكومة الممنوح لجامعة طوكيو، وبالتالي فان جودة التعليم هناك قد تخلفت. فلم يكمل الكثير من الطلاب المدرسة المتوسطة لان عليهم ان يجتازوا الاختبار للتسجيل في كليات القانون الخاصة. كما تقدم كليات القانون الخاصة جزءا كبيرا من المحامين الخاصين لانه عادة مايكون خريجيها غير مؤهلين للتطبيق في المناصب الحكومية.
منحت جامعة الامبراطورية كلية القانون سلطة رقابية على العديد من مدارس القانون الخاصة في عام 1887، وفي بداية التسعينات اصدرت منهجا قانونيا يتألف من ستة رموز اساسية: القانون الدستوي، والقانون المدني، والقانون التجاري، والاجراءات المدنية، والقانون الجنائي، والاجراءات الجنائية. بقي هذا النظام الاساسي في التعليم القانوني الياباني إلى نهاية القرن العشرين.
قبل تنفيذ نظام الكليات القانونية في عام 2004، كان نظام التعليم القانوني يعتمد على الامتحانات أكثر من التعليم النظامي. كما ان معدل اختبار القبول كان تاريخيا نحو ثلاثة في المئة وجميع اولئك الذين اختبروه اعادوا اخذه مرات عديدة. وهناك عدة من «الكليات الإلزامية» المتخصصة التي قامت بتدريب المحامين المحتملين للامتحان، كما بقيت هذه المدارس سائدة في وقتنا هذا. بعد اجتياز امتحان نقابة المحامين «امتحان القبول»، يطلب من المحامين المحتملين التدريب لمدة ستة عشر شهرا في معهد البحوث والتدريب القانوني في المحكمة العليا في اليابان. وقد جرت العادة على تكريس فترة التدريب لممارسة التقاضي وعمليا فانه لايوجد تدريب للجوانب الأخرى من الممارسة القانونية مثل صياغة العقود والبحوث القانونية. خلال هذه الفترة أكثر «المتدربين الكفء» «يتم اختيارهم» لمهنة القضاء، اما الاخرين فقد يصبحوا مدعين عامين أو ممارسين في القطاع الخاص.
كوريا
```
كلية الحقوق في كوريا
```

يعتمد نظام مدارس القانون الكورية على الامتحانات على غرار نظام مدارس القانون اليابانية. فان مهنة المحاماة في المحاكم العليا تكون على درجة عالية من التنظيم ومعدل اجتياز امتحان القبول حوالي 5% . وعادة ما يأخذ من اجتاز الامتحان من المحامين المحتملين الامتحان نفسه ثلاث أو اربع مرات قبل اجتيازه كما يوجد عددا من «المدارس الإلزامية» المتخصصة للمحامين المحتملين. وبعد اجتياز امتحان نقابة المحامين، يخضع المحامون المحتملون لفترة من التدريب لمدة سنتين في معهد البحوث والتدريب القضائي للمحمكمة العليا في كوريا. وخلال هذه الفترة يتم اختيار أفضل المتدربين لمهنة القضاء، اما الاخرين فقد يصبحوا مدعين عامين أو ممارسين في القطاع الخاص. في عام 2007، اصدرت الحكومة الكورية قانونا يسمح بانشاء كلية القانون لمدة ثلاث سنوات (법학전문대학원). ووفقا للقانون الجديد قسيتم القانون القديم لاختيار المحامين بالامتحانات تدريجيا بحلول عام 2013 وكليات القانون على غرار الولايات المتحدة ستصبح الطريق الوحيد لتصبح محاميا.
وفي شهر فبراير (شباط) 2008، اختارت وزاره التربية والتعليم في كوريا خمسة وعشرين جامعة لفتح كليات الحقوق. وسجل اجمالي التسجيل لكليات الحقوق كافه في 2000 والتي تكون مصدر خلاف بين هيئة المحاماة الكورية القوية ومجموعة من المواطنين ومديري الكليات. كما ان هناك ضجة بين الكليات التي فشلت في الحصول على موافقة الحكومة وبين المدارس التي لم تحصل عليها. فهناك استياء بسبب وجود عدد قليل من المسجلين. ويسمح للعديد من كليات الحقوق بإالحاق 40 طالبا سنويا والذي يعتبر اقل بكثير من الاعداد المستدامة ماليا. وفي بداية 2012، سيلزم انهاء اختبار القبول للمحامي (والذي يختلف عن اختبار القبول الأول) للتأهيل لممارسة مهنة المحاماة.
ويوجد عدد من المهن القانونية الأخرى في كوريا، مثل محامي براءات الاختراع (변리사)، ومحامي الضرائب (세무사)، و scriveners (법무사) وغيرهم، ويتطلب التأهيل للمهنة عدة اختبارت منفصلة.
المملكة المتحدة
التعليم القانوني في المملكة المتحدة
في انكلترا وويلز، يمكن دراسة القانون كدرجة جامعية أو دبلوم في الدراسات العليا في القانون حيث يكمل الطلاب الاختبارت المهنية المعتاد عليها. ومن الضروري بعد الحصول على الدرجة الجامعية استكمال بعض دورات التدريب المهني والخضوع لفترة التدريب على العمل قبل التأهل للممارسة كمحام في المحاكم العليا، أو مدير قانوني، أو كاتب عدل.
الولايات المتحدة الأمريكية
و عموما، يجري تعليم المحامين في الولايات المتحدة من خلال برنامج كليات القانون.
وتمنح كليات القانون في الولايات المتحدة درجة الدكتوراه في القانون أو دكتوراه في الفقه (J.D)، فحينما يمنح المحامون المحتملون درجة الدكتوراه في الفقه (أو أي درجة أخرى مناسبة)، يطلب منه/ منها عادة اجتياز امتحان القبول في الولاية ليصبح مخولا للممارسة باعتباره محام في القانون. وتاريخيا، أقر ما لا يقل عن 32 ولاية بنظام (دبلوم امتياز) في القبول في المحاماة والتي لا تتطلب الجلوس لامتحان القبول في المحاماة. وفي منتصف عام 2007، أصبحت ولاية ويسكونسن وفيرمونت هي الولايات الوحيدة التي لا تزال تعترف بهذا الامتياز.
درجة الدكتوراه في القانون هي درجة الدكتوراه المهنية كدرجة الدكتوراه في الطب (M.D). وتعد الدكتوراه في العلوم القضائية (J.S.D)، والدكتوراه في القانون المقارن (DCL) بحثا ودرجة دكتوراه معتمدة أكاديميا. في الولايات المتحدة يتم منح الدكتوراه في القانون (LLD) باعتبارها شهادة فخرية فقط.
و تتوفر الدرجات الأكاديمية لغير المحامين في البكالوريوس والماجستير. فدرجة البكالوريوس الأكثر شيوعا هي درجة بكالوريوس العلوم في الدراسات القانونية (B.S). وتتاح أيضا درجات الماجستير الأكاديمية في الدراسات القانونية مثل ماجستير في الدراسات (M.S)، وماجستير في الدراسات المهنية (M.P.S). فلا تشترط هذه الدرجات لدخول برنامج الدكتوراه في القانون.
فعادة ما يسعى المحامون الأجانب الذين يريدون الممارسة في الولايات المتحدة ولا يحملون درجة الدكتوراه في القانون إلى الحصول على درجة الماجستير في القانون (LL. M.)، (أو أي درجة أخرى مماثلة للماجستير مثل الماجستير في الفقه (MJ)/ (JM)، والماجستير في القانون المقارن (MCL)).
و عادة مايتم التعليم القانوني في الولايات المتحدة على طول الطرق التالية:
•	التعليم الجامعي (عادة أربع سنوات).
•	كلية القانون (عادة ثلاث سنوات).
•	القبول في المحاماة (عادة ما يتم عن طريق اجتياز امتحان القبول في الولاية).
•	الممارسة القانونية.
وهناك عدد من طلاب القانون المتقدمين بطلب للحصول على تدريب إكلينيكي اختياري للقضاء (وهذا مصير أقل من 10٪)، والذي ينبغي اتخاذه بعد كلية القانون وقبل الممارسة القانونية. وبعض منهم يأخذ امتحان القبول قبل التدريب الإكلينيكي ولكن هذا غير مطلوب، فالتدريب الاكلينيكي عادة ما يستمر لسنة واحدة في محاكم الاستئناف، ولكن المحاكم الابتدائية (بما في ذلك محكمة المقاطعة الفيدرالية) تتجه بشكل متزايد نحو التدريب الاكلينيكي لمدة عامين.